# Campeonato Panamericano de Balonmano Juvenil Femenino de 2018
El XII Campeonato Panamericano de Balonmano Juvenil Femenino se celebró en Buenos Aires, Argentina entre el 10 y el 14 marzo de 2018 bajo la organización de la Federación Panamericana de Handball.. El torneo pone 3 plazas en juego para el Campeonato Mundial de Balonmano Juvenil Femenino de 2018.

## Grupo Único
| Equipo    | PTS | J | G | E | P | GF  | GC  | DG   |
| --------- | --- | - | - | - | - | --- | --- | ---- |
| Brasil    | 10  | 5 | 5 | 0 | 0 | 161 | 89  | 72   |
| Chile     | 8   | 5 | 4 | 0 | 1 | 145 | 86  | 59   |
| Argentina | 6   | 5 | 3 | 0 | 2 | 118 | 89  | 29   |
| Uruguay   | 4   | 5 | 2 | 0 | 3 | 101 | 122 | -21  |
| Paraguay  | 2   | 5 | 1 | 0 | 4 | 141 | 103 | 37   |
| Perú      | 0   | 5 | 0 | 0 | 5 | 64  | 241 | -177 |

### Resultados
| Fecha      | Hora  | Partido³  | Partido³ | Partido³  | Resultado |
| ---------- | ----- | --------- | -------- | --------- | --------- |
| 10.04.2018 | 15:00 | Paraguay  | -        | Perú      | 58-6      |
| 10.04.2018 | 17:00 | Brasil    | -        | Chile     | 26-23     |
| 10.04.2018 | 19:30 | Argentina | -        | Uruguay   | 20-18     |
| 11.04.2018 | 15:00 | Chile     | -        | Paraguay  | 26-22     |
| 11.04.2018 | 17:00 | Uruguay   | -        | Brasil    | 15-35     |
| 11.04.2018 | 19:00 | Perú      | -        | Argentina | 13-53     |
| 12.04.2018 | 15:00 | Chile     | -        | Uruguay   | 27-13     |
| 12.04.2018 | 17:00 | Brasil    | -        | Perú      | 48-12     |
| 12.04.2018 | 19:00 | Paraguay  | -        | Argentina | 17-18     |
| 13.04.2018 | 15:00 | Perú      | -        | Chile     | 14-49     |
| 13.04.2018 | 17:00 | Paraguay  | -        | Uruguay   | 21-22     |
| 13.04.2018 | 19:00 | Argentina | -        | Brasil    | 16-21     |
| 14.04.2018 | 15:00 | Uruguay   | -        | Perú      | 33-19     |
| 14.04.2018 | 17:15 | Argentina | -        | Chile     | 11-20     |
| 14.04.2018 | 19:30 | Brasil    | -        | Paraguay  | 31-23     |

| Brasil            |
| Campeón           |
| Brasil 12° título |

### Clasificación general
| 1. Brasil    |
| 2. Chile     |
| 3. Argentina |
| 4. Uruguay   |
| 5. Paraguay  |
| 6. Perú      |

## Clasificados al Mundial 2018
| Bandera de Brasil | Bandera de Chile | Bandera de Argentina |
| Brasil            | Chile            | Argentina            |
| ----------------- | ---------------- | -------------------- |